# تاريخ البريد والطوابع البريدية في السعودية

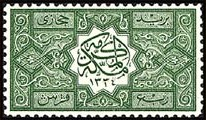
أول طابع بريدي من الحجاز، شريف مكة

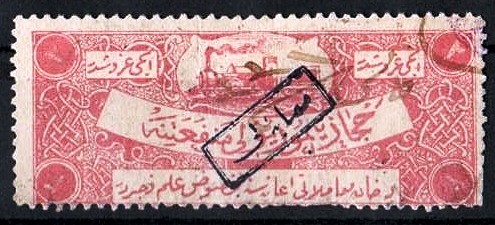
طابع من طوابع الواردات، لتمويل بناء سكة حديد الحجاز في الدولة العثمانية.

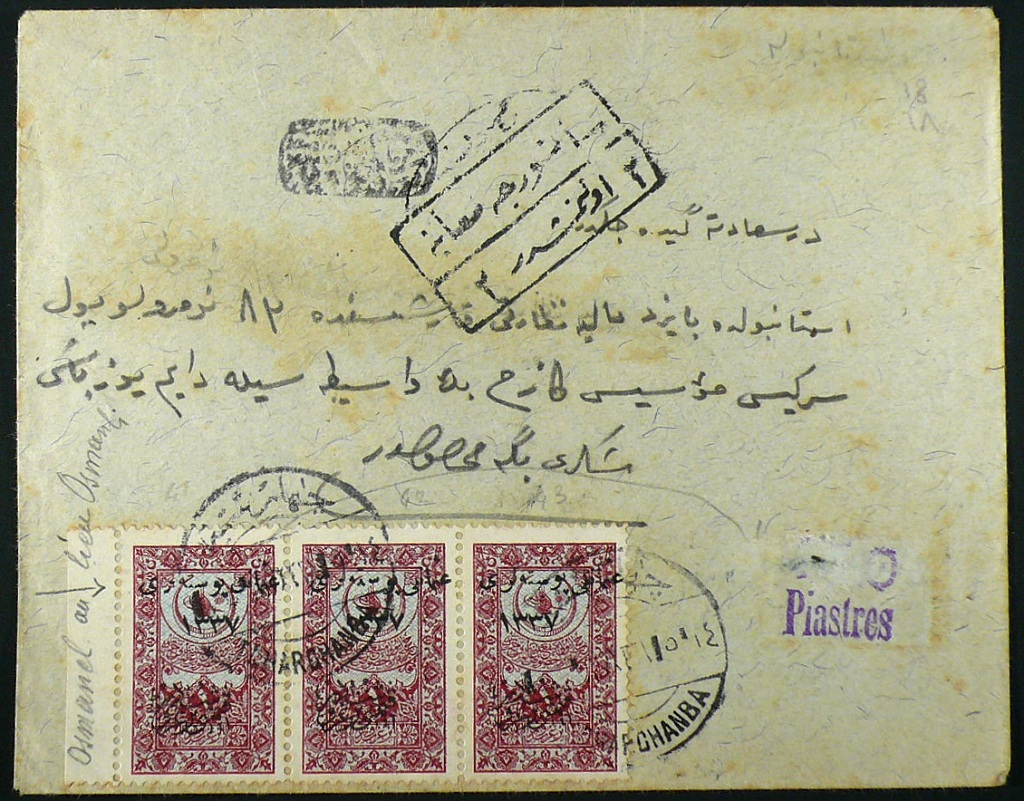
مغلف رسالة يعود لعام 1921، مدموغ بطابع عائدات سكة حديد الحجاز لعام 1918

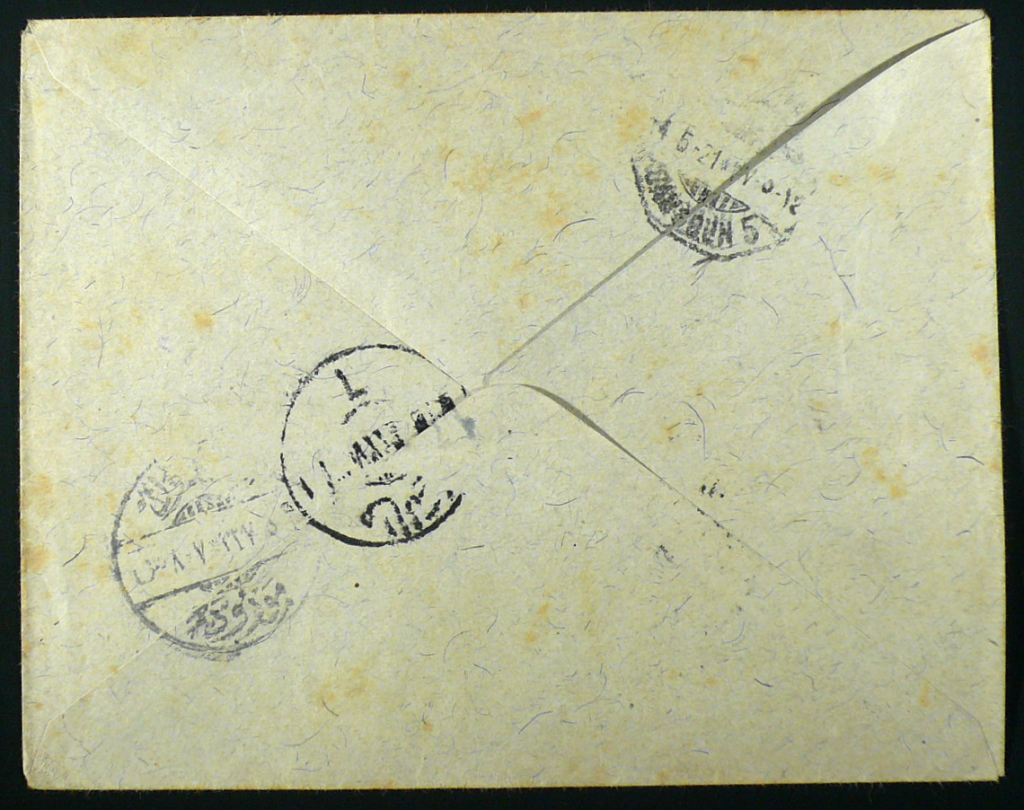
مغلف رسالة (خلفي) يعود لعام 1921، مدموغ بأختام عائدات سكة حديد الحجاز

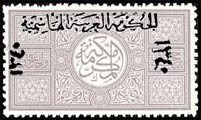
طابع بريدي من مملكة الحجاز، 21 ديسمبر، 1921

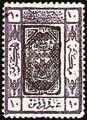
طابع بريدي من مملكة الحجاز، 1924

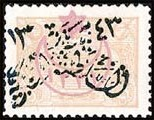
طابع بريدي عثماني (هلال ونجمة باللون الأحمر) صدر في عام 1915، وقد أعيد استخدامه في الفترة (مارس-أبريل 1925) من قبل سلطنة نجد ومملكة الحجاز، بعد أن دمغ باللون الأسود وكتب عليه (سلطنة نجد) واعلاها أؤرخ (1343) بالهجري.

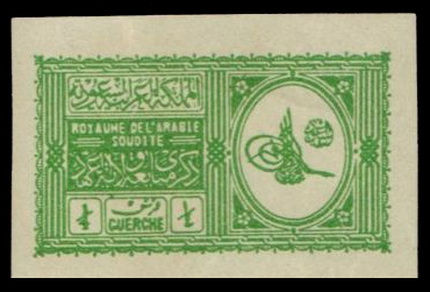
أحد الطوابع البريدية الأولى في المملكة العربية السعودية، 1934

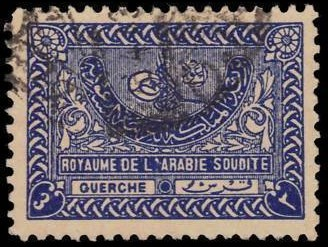
طابع بريدي من السعودية، 1938

هذا هو مسح عن تاريخ البريد والطوابع البريدية في المملكة العربية السعودية، والتي كانت تعرف سابقا باسم مملكة الحجاز ونجد وملحقاتها حتى 22 سبتمبر 1932. والمملكة الحجازية الهاشمية ونجد كانت دول منفصلة حتى منتصف عقد 1920.
المملكة العربية السعودية هي أكبر دولة عربية مساحة في الشرق الأوسط. تحدها الأردن والعراق من الشمال والشمال الشرقي، الكويت، قطر، البحرين والإمارات العربية المتحدة من الشرق، سلطنة عمان من الجنوب الشرقي، واليمن من الجنوب. والخليج العربي من الشمال الشرقي والبحر الأحمر من الغرب. ويقدر عدد سكانها 28 مليون نسمة، ومساحتها تقارب 2,149,690 كيلومتر مربع (830,000 ميل2).

## قبل عصر الطوابع البريدية
قبل دخول الطوابع البريدية والسكك الحديدية، كانت كميات محدودة من البريد يتم إرسالها عبر قوافل الإبل.

## مملكة الحجاز
الحجاز تقع في الجزء الغربي من الجزيرة العربية، أصبحت تحت النفوذ العثماني في عام 1517، وكانت السيطرة المباشرة للعثمانيين في عام 1845. بين عامي 1900 و1908 تم بناء خط للسكك الحديدية بين المدينة المنورة ودمشق والمعروفة باسم سكة حديد الحجاز وأصدرت عدد من الطوابع للاستخدام لخدمة إيرادات السكك الحديدية. أيضا صدرت طوابع لتمويل بناء السكك الحديدية.
أنشأ العثمانيون مكاتب بريد في أبها، العلا، هديا، جدة، القنفذة، مكة المكرمة، الطائف، تبوك وينبع، وكان هناك أيضا مكتب آخر تابع للبريد المصري في جدة كان يعمل بين عامي 1865 و1881.
صدرت طوابع البريد الأولى للحجاز في أكتوبر 1916. واستمرت الطوابع حتى عام 1925، كانت تلك الطوابع تعاني من مشاكل سوء الطباعة مثل الاختلاف في الألوان وفي كثير من الأحيان كانت تطبع بشكل مقلوب.

## ضم الحجاز لنجد
بحلول 1925، ضمت سلطنة نجد مملكة الحجاز. وصدرت مجموعة متنوعة من الطوابع خلال تلك الفترة، بما في ذلك الطوابع البريدية وطوابع السكك الحديدية، ومستحقات البريد وطوابع الواردات. , اعيد طباعة الكثير من الطوابع، بما في ذلك الطوابع التركية، والتي كان العمل بها مازال ساري المفعول في المنطقة.

## مملكة الحجاز ونجد
في 8 يناير 1926، سلطان نجد، عبد العزيز آل سعود، توج ملكا على الحجاز في المسجد الحرام في مكة. وفي 29 يناير 1927، أتخذ لقب ملك نجد، خلافا للقب السابق سلطان. وفي معاهدة جدة في 20 مايو 1927، تم الاعتراف بملكية عبد العزيز من قبل المملكة المتحدة وكانت المراسلات توجه له باسم ملك مملكة الحجاز ونجد.
صدرت طوابع الأولى للمملكة الجديدة في فبراير 1926 وصدرت مجموعة من سلسلة أخرى حتى عام 1932.

## الطوابع الأولى للمملكة العربية السعودية
أول طوابع بريدية صدرت وهي تحمل اسم المملكة العربية السعودية كانت في 1 يناير 1934.
تواصل إصدار الطوابع البريدية العادية حتى وقتنا الحاضر، وفي الغالب كانت تلك الطوابع تحوي مواضيع ذات صلة بالحياة في المملكة العربية السعودية وبينها عدد من الطوابع التي أستمر طال أمد إصدارها بسلسلة لا نهائية.

## روابط خارجية
- Saudi Arabia philately.